# Manastir, Plovdiv
Manastir (în bulgară Манастир) este un sat în comuna Lăki, regiunea Plovdiv,  Bulgaria. 

## Demografie
Componența etnică a satului Manastir
     Bulgari (97,5%)
     Nicio identificare (2,5%)
     Altele (0%)
La recensământul din 2011, populația satului Manastir era de 80 locuitori. Din punct de vedere etnic, majoritatea locuitorilor (97,5%) erau bulgari. Pentru 2,5% din locuitori nu este cunoscută apartenența etnică.